# 接岨峡温泉
接岨峡温泉（せっそきょうおんせん）は、静岡県川根本町に位置する温泉。

## 施設
接岨峡温泉には温泉宿と日帰り温泉施設がある。

### 温泉宿
- 民宿なかむら
- 接岨峡温泉 森林露天風呂
- たぶの家

### 接岨峡温泉会館
川根本町梅地にある川根本町の日帰り温泉施設。1984年3月30日に完成。2021年4月から指定管理者不在となり休館。新たに西東石油（島田市）が指定管理者となり同年10月1日、併設された食堂を一新させ、営業再開した。

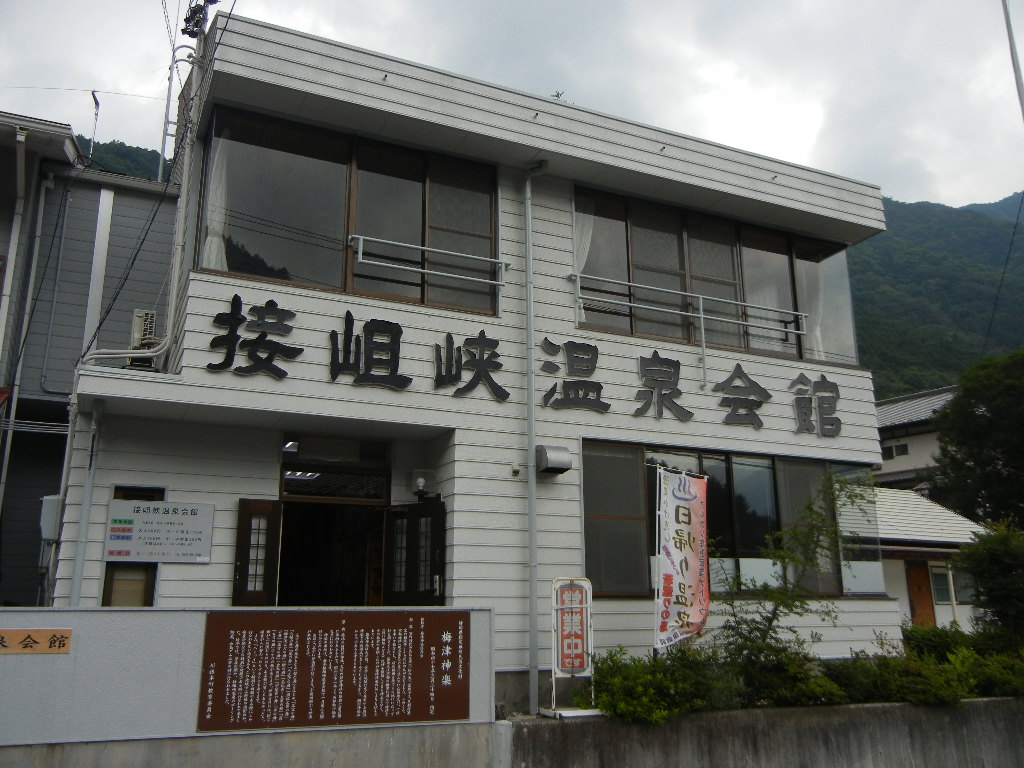
接岨峡温泉会館

### 資料館やまびこ
接岨峡温泉駅から徒歩3分のところにある資料館。川根本町の歴史や文化、自然に関する資料が展示されている。

## 泉質
重炭酸ナトリウム泉

## 歴史
- 1976年（昭和51年）9月から、奥大井自然休養村整備事業と長島ダム建設に伴う水源地域開発事業として、温泉調査を開始[6]。
- 1977年（昭和52年）に温泉が湧出[7]。
- 1978年（昭和53年）3月より掘削を開始。深度1,300mで動力揚湯量毎分100リットル、摂氏25度の純重曹泉を掘削[6]。
- 1980年2月、配湯設備と、管理棟、休憩棟を備えた観光開発の拠点となる施設として「ニュー久保山」を建設[6]。
- 1984年3月30日、接岨峡温泉会館が完成[2]。

## 交通アクセス
- 接岨峡温泉駅（大井川鐵道井川線）